# 刘顺智
刘顺智，西安市卫生和计划生育委员会主任，西安交通大学医学部公共卫生学院公共卫生硕士(MPH)专业学位指导教师。

## 社会兼职
兼任陕西省中医药学会副会长、西安市红十字会副会长、西安医学会副会长、陕西省医学会全科医学分会副主委。